# Tit Liviu Chinezu
Tit Liviu Chinezu, né le 22 juin 1904 et mort le 15 janvier 1955, est un évêque roumain de l'Église grecque-catholique roumaine unie avec Rome.

## Béatification
La cause pour la béatification et la canonisation de Tit Liviu Chinezu et de 6 autres évêques débute le 28 janvier 1997, à Alba Iulia. L'enquête diocésaine récoltant les témoignages sur leur vie et les conditions de leur mort se clôture le 18 février 2011, puis envoyée à Rome pour y être étudiée par la Congrégation pour les causes des saints.
Après le rapport positif des différentes commissions sur la sainteté et le martyre de Tit Liviu Chinezu et des 6 autres évêques, le pape François procède, le 19 mars 2019, à la reconnaissance de leur mort en haine de la foi, les déclarant ainsi martyrs et signe le décret permettant leur béatification.
Tit Liviu Chinezu et les 6 autres évêques martyrs ont été proclamés bienheureux au cours d'une Divine Liturgie, célébrée sur le Champ de la Liberté à Blaj par le pape François, le 2 juin 2019, au cours de son voyage apostolique en Roumanie.